# Staatz
Staatz là một thị xã thuộc huyện Mistelbach trong bang Niederösterreich.